# 義大利藍隊
義大利藍隊（常簡稱為藍隊，英文：Blue Team）是一隻義大利橋藝競賽隊伍，曾經在1957年至1975年拿下16次世界冠軍頭銜。
藍隊主要的成員包括了Eugenio Chiaradia（早期）、Guglielmo Siniscalco（早期）、Giorgio Belladonna—Walter Avarelli、Benito Garozzo—Pietro Forquet、Camillo Pabis-Ticci—Massimo D'Alelio、Dano De Falco（後期）、Arturo Franco（後期）、Vito Pittalà。

## 世界冠軍頭銜

### 百慕達盃
- 1957年，美國紐約（Massimo D'Alelio、Walter Avarelli、Giorgio Belladonna、Eugenio Chiaradia、Pietro Forquet、Guglielmo Siniscalco、Carl'Alberto Perroux（不出賽隊員））以10,150點擊敗美國隊。
- 1958年，義大利Como
- 1959年，美國New York City
- 1961年，阿根廷Buenos Aires
- 1962年，美國New York City
- 1963年，義大利St. Vincent
- 1965年，Buenos Aires
- 1966年，義大利St. Vincent
- 1967年，美國佛羅里達邁阿密（Miami Beach）
- 1969年，巴西Rio de Janeiro
- 1973年，巴西Guaruja
- 1974年，義大利Venice
- 1975年，百慕達Southampton

### World Team Olympiads
- 1964年，美國紐約
- 1968年，法國Deauville
- 1972年，美國佛羅里達邁阿密（Miami Beach）